# باولو (لاعب كرة قدم)
باولو فيكتور دي مينيسيز ميلو المعروف بـاباولينهو هو لاعب كرة قدم برازيلي في مركز الهجوم، ولد في 29 مايو 1993 في ساو باولو في البرازيل . لعب مع جمعية بورتوغيزا الرياضية وزوريا لوهانسك ونادي كورينثيانز ونادي خورفكان.

## وصلات خارجية
- باولو (لاعب كرة قدم) على موقع اتحاد أوكرانيا (الإنجليزية)
- باولو (لاعب كرة قدم) على موقع قاعدة بيانات كرة القدم.إي يو (الإنجليزية)
- باولو (لاعب كرة قدم) على موقع Soccerway.com (الإنجليزية)
- باولو (لاعب كرة قدم) على موقع AS.com (الإسبانية)